# 다대초등학교
다대초등학교는 대한민국 부산광역시 사하구에 있는 공립 초등학교이다.

## 학교 연혁
- 1904년 4월 1일 다대포 사립실용학교 개교
- 1939년 5월 1일 다대포실용학교로 개칭
- 1943년 5월 22일 다대포공립국민학교 개교(설립인가 4월 1일)
- 1953년 8월 6일 다대국민학교로 개칭
- 1966년 3월 1일 장림국민학교 분리
- 1976.04.30 교문, 국기 게양대, 수위실, 게시판 준공
- 1982.04.28 이순신 장군 동상 및 독서상 제막
- 1990년 3월 1일 다선국민학교 분리
- 1996년 3월 1일 다대초등학교로 개칭
- 1996년 9월 1일 중현초등학교 분리
- 1997년 3월 1일 응봉초등학교 분리
- 1998.05.01 어린이집 개원
- 1999.05.31 학내전산망 개설
- 2000.02.02 강당 겸 시청각실 개소
- 2005.04.05 학교홈페이지 개선 구축
- 2007년 3월 1일 신축 교사로 이전
- 2022.02.18 110회 졸업식(졸업생 127명, 총 14,974명)
- 2022.03.02 35학급 편성(특수학급 1학급 포함)
- 2022.04.01 제 118주년 개교기념일 행사
- 2022.07.01 다대심포니오케스트라 연주회
- 2023.02.10 제 111회 졸업식(졸업생 157명, 누계 15,131명)
- 2023.03.01 36학급 편성(일반학급 34, 특수학급 2)

## 상징
- 교화 - 개나리

개나리는 우리나라 전국에서 피는 사람들의 마음을 아름답게 만들어 주는 꽃이다. 개나리의 어울림처럼 우리 다대 어린이들의 밝은 웃음으로 다함께 어울려서 예절 바르고 아름다운 마음으로 살아가라는 의미를 담고 있다.
- 교목 - 동백나무

동백나무는 여러해살이로 한겨울에도 아름답게 피는 나무이다. 다대 어린이의 변함없는 마음과 정직하고 솔직함, 슬기로움을 담고 있다.

## 같이 보기
- 다대진 동헌 (부산광역시 유형문화재 제3호)

## 참고 자료
- 다대초등학교 - 한국교육학술정보원 학교알리미